# Українська націонал-трудова партія
Украї́нська націона́л-трудова́ па́ртія (УНТП) — неонацистська організація, яка діяла в Україні у 2005—2009 роках. Була зареєстрована 19 квітня 2007 року. Лідером УНТП був громадянин Росії, Євген Олександрович Герасименко (псевдонім «Крот»).

## Історія
Українська Націонал-Трудова Партія почала діяльність у 2005 року, як громадянська організація. На той час організація складалася з «Скінхедів» і невеликої группи нео-нацистських ідеологів. Після наради керівників Українських націоналістичних організацій 8 листопада 2008 року, коли було прийняте рішення  про утворення «Єдиної Соціал-Націоналістичної сили» ― Соціал-Національної Асамблеї, УНТП, і кілька інших націоналістичних організацій, заявили про свої союзницькі відносини з Соціал-Національною Асамблеєю. Після 2009 року УНТП фактично припинила діяльність як організація.

## Символіка

Прапор УНТП (до 2007 року)

На початку свого існування УНТП використовувала емблему i прапор із зображенням перехрещених меча й молота в білому колі на червоно-чорному тлі. З 2007 року націонал-трудовики починають використовували нову символіку — монограму у вигляді стилізованого зображення перехрещених літер «N» і «Т» чорного кольору з білим краєм на червоному полі квадратного прапора.

## Діяльність
Організація була скандально відома залученням до своїх лав скінхедів та футбольних вболівальників. Протягом свого існування УНТП була організатором і учасником наступних акцій:
- 15 жовтня 2005 р. — марш на честь створення УПА (спільно з УНА-УНСО, ВО «Свобода» та іншими організаціями)[5]
- 7 листопада 2005 р. — антикомуністична акція, що закінчилась бійкою з комуністами
- 1 квітня 2006 р. — концерт під Києвом за участю гуртів «Білий Шквал», «Нахтігаль», «Атака», «TNF», «Вандал»[6]
- 1 травня 2006 р. — марш протесту проти соціального визиску трудящих і нелегальної імміграції в Україну (спільно з ГО «Патріот України» та УНА-УНСО)[7]
- 6 травня 2006 р. — розгін мітингу растаманів (спільно з УНА-УНСО і Українською Консервативною партією)
- 21 травня 2006 р. — мітинг до Дня Героїв (спільно з УНА-УНСО і Українською Консервативною партією)
- 12 жовтня 2006 р. — пікетування посольства Угорщини в Україні (спільно з УНА-УНСО)
- 14 жовтня 2006 р. — урочиста хода до річниці заснування УПА (спільно з рядом українських націоналістичних організацій)[1]
- 4 листопада 2006 р. — розгін імперського маршу (спільно з рядом українських націоналістичних організацій)
- 21 січня 2007 р. — акція футбольних вболівальників «Захистимо наш футбол!» (спільно з ГО «Патріот України» та клубами футбольних вболівальників)[8][9]
- 29 січня 2007 р. ― марш на честь Дня Героїв Крут[10]
- 10 березня 2007 р. ― концерт Blood&Honour за участю гуртів "Білий Шквал", "NACHTIGALL", "Щит і Меч", "Ancestors" і підтримкою УНТП[11]
- 28 квітня 2007 р. — невдала спроба проведення ходи на честь ветеранів дивізії СС «Галичина» (розігнана працівниками міліції)[12][13]
- 16 квітня 2007 р. — акція на підтримку Сербії (спільно з ГО «Патріот України»)
- 30 червня 2007 р. — акція пам'яті Девіда Лейна (спільно з організацією «Кров та Честь»), пікет посольства США і промова[14][15][16][17][18][19]
- 14 жовтня 2007 р. ― марш УПА у Києві[20][21]
- 22 серпня 2007 р. — підняття прапору зі свастикою на стадіоні «Динамо» у Києві[22]
- 20 січня 2008 р. — акція проти вступу України до СОТ, жорстоко придушена міліцією.
- 30 липня 2008 р. ― акція вшанування героїв битви під Берестечком[23]
- 13 вересня 2008 р. ― акція у Чернігові спільно з ЧПР «Українська Альтернатива», НД «Рід» та ГО «Патріот України».[24]
- 1 травня 2008 р. — акція «Україні — український соціалізм» до дня Міжнародного дня трудящих
- 18 жовтня 2008 р. — участь у масовій бійці з міліцією (спільно з ГО «Патріот України», НД «Рід», ЧПР «Українська Альтернатива», Свято-Андріївським козацьким куренем та ПП «Братство»).[4]

З початку 2009 року УНТП фактично перестала існувати як єдина організація. Частина її членства (зокрема екс-лідер Євген Герасименко) кардинально змінили ідеологічну позицію з ультраправої на ультраліву і стали засновниками руху автономних націоналістів. Інша ж частина колишніх членів УНТП лишилася в межах правого дискурсу, ця частина ще певний час гуртовалася навколо націонал-трудового інтернет-журналу «Страйк». До 2020 року ВК-Паблік УНТП ще був активен.